# Драгашевић
Драгашевић је српско презиме. Познати људи са овим презименом су:
- Антонина Драгашевић (1948), бугарска и српска шахисткиња
- Јован Драгашевић (1836–1915), српски војни географ, историчар и писац